# غويارة
الغويارة (الاسم العلمي:Guiera) هو جنس نباتي يتبع الفصيلة القمبريطية من رتبة الآسيات.

## من أنواعه
يضم هذا الجنس نوع واحد فقط هما:
- الغويارة السنغالية (الاسم العلمي: Guiera senegalensis)